# J-five
J-five (* 26. März 1982 in Hollywood, Los Angeles, Kalifornien; bürgerlich Jonathan Kovacs) ist ein US-amerikanischer Rapper aus Los Angeles und der Sänger der Rockband Dusty White.
Seine Karriere begann 2004 mit der Single Modern Times, eine Hommage an den Film Moderne Zeiten von Charlie Chaplin. Das Lied erreichte den ersten Platz in bestimmten Bereichen Europas.

## Diskografie

### Studioalben
| Jahr | Titel                | Höchstplatzierung, Gesamtwochen, AuszeichnungChartplatzierungen (Jahr, Titel, Platzierungen, Wochen, Auszeichnungen, Anmerkungen) | Höchstplatzierung, Gesamtwochen, AuszeichnungChartplatzierungen (Jahr, Titel, Platzierungen, Wochen, Auszeichnungen, Anmerkungen) | Anmerkungen                         |
| Jahr | Titel                | CH | FR | Anmerkungen                         |
| ---- | -------------------- | --- | --- | ----------------------------------- |
| 2004 | Sweet Little Nothing | — | FR102 (11 Wo.)FR | Erstveröffentlichung: November 2004 |

Weitere Alben
- 2004: Summer (als Johnny Five)

### Singles
| Jahr | Titel Album                       | Höchstplatzierung, Gesamtwochen, AuszeichnungChartplatzierungen (Jahr, Titel, Album, Platzierungen, Wochen, Auszeichnungen, Anmerkungen) | Höchstplatzierung, Gesamtwochen, AuszeichnungChartplatzierungen (Jahr, Titel, Album, Platzierungen, Wochen, Auszeichnungen, Anmerkungen) | Anmerkungen                                              |
| Jahr | Titel Album                       | CH | FR | Anmerkungen                                              |
| ---- | --------------------------------- | --- | --- | -------------------------------------------------------- |
| 2004 | Modern Times Sweet Little Nothing | CH15 (23 Wo.)CH | FR1 Gold · (25 Wo.)FR | Erstveröffentlichung: Februar 2004 feat. Charlie Chaplin |
| 2004 | Find a Way Sweet Little Nothing   | CH70 (9 Wo.)CH | FR24 (16 Wo.)FR | Erstveröffentlichung: November 2004                      |